# Temporada 1978-79 de los Detroit Pistons
La temporada 1978-79 fue la trigésimo primera de los Pistons en la NBA, y la vigesimosegunda en su localización de Detroit, Míchigan. La temporada regular acabaron con 30 victorias y 52 derrotas, ocupando la novena posición de la Conferencia Oeste, no logrando clasificarse para los playoffs.

## Elecciones en elDraft
| Ronda | Puesto | Jugador     | Posición | Nacionalidad   | Universidad |
| ----- | ------ | ----------- | -------- | -------------- | ----------- |
| 2     | 23     | Terry Tyler | G/F      | Estados Unidos | Detroit     |
| 2     | 29     | John Long   | G/F      | Estados Unidos | Detroit     |
| 8     | 157    | Earl Evans  | F        | Estados Unidos | UNLV        |

## Temporada regular
| División Central    | División Central | División Central | División Central | División Central | División Central | División Central | División Central | División Central |
| Equipo              | G                | P                | %                | PD               | Casa             | Fuera            | Div              |                  |
| ------------------- | ---------------- | ---------------- | ---------------- | ---------------- | ---------------- | ---------------- | ---------------- | ---------------- |
| y-San Antonio Spurs | 48               | 34               | .585             | –                | 29–12            | 19–22            | 11–9             |                  |
| x-Houston Rockets   | 47               | 35               | .573             | 1                | 30–11            | 17–24            | 12–8             |                  |
| x-Atlanta Hawks     | 46               | 36               | .561             | 2                | 34–7             | 12–29            | 14–6             |                  |
| Cleveland Cavaliers | 30               | 52               | .366             | 18               | 20–21            | 10–31            | 6–14             |                  |
| Detroit Pistons     | 30               | 52               | .366             | 18               | 22–19            | 8–33             | 9–11             |                  |
| New Orleans Jazz    | 26               | 56               | .317             | 22               | 21–20            | 8–33             | 9–15             |                  |

## Estadísticas
| Rk | Jugador         | Edad | P  | PT | MP   | TC  | TCI  | %TC  | TL  | TLI | %TL   | RO  | RD  | RT  | AS   | RB  | TAP | BP  | FP  | PTS  |
| -- | --------------- | ---- | -- | -- | ---- | --- | ---- | ---- | --- | --- | ----- | --- | --- | --- | ---- | --- | --- | --- | --- | ---- |
| 1  | M.L. Carr       | 28   | 80 |    | 40.1 | 7.3 | 14.3 | .514 | 4.0 | 5.4 | .743  | 2.7 | 4.6 | 7.4 | 3.3  | 2.5 | 0.6 | 3.2 | 3.5 | 18.7 |
| 2  | Kevin Porter    | 28   | 82 |    | 37.4 | 6.5 | 13.5 | .481 | 2.3 | 3.2 | .722  | 0.8 | 1.8 | 2.5 | 13.4 | 1.9 | 0.1 | 4.1 | 3.7 | 15.4 |
| 3  | Chris Ford      | 30   | 3  |    | 36.0 | 4.3 | 11.7 | .371 | 2.3 | 2.7 | .875  | 3.0 | 3.0 | 6.0 | 1.7  | 0.3 | 0.3 | 3.3 | 3.0 | 11.0 |
| 4  | Bob Lanier      | 30   | 53 |    | 34.6 | 9.2 | 17.9 | .515 | 5.2 | 6.9 | .749  | 3.1 | 6.2 | 9.3 | 2.6  | 0.9 | 1.4 | 3.3 | 3.4 | 23.6 |
| 5  | Terry Tyler     | 22   | 82 |    | 31.2 | 5.6 | 11.5 | .482 | 1.8 | 2.7 | .658  | 2.6 | 5.3 | 7.9 | 1.1  | 1.3 | 2.5 | 1.7 | 3.1 | 12.9 |
| 6  | John Long       | 22   | 82 |    | 30.5 | 7.1 | 15.1 | .469 | 1.9 | 2.3 | .826  | 1.5 | 1.7 | 3.2 | 1.5  | 1.2 | 0.2 | 1.7 | 2.7 | 16.1 |
| 7  | Leon Douglas    | 24   | 78 |    | 28.4 | 4.4 | 8.9  | .490 | 2.7 | 4.2 | .634  | 3.2 | 5.3 | 8.5 | 0.9  | 0.5 | 0.7 | 2.4 | 4.1 | 11.4 |
| 8  | Ben Poquette    | 23   | 76 |    | 17.6 | 2.6 | 6.1  | .427 | 1.5 | 1.9 | .782  | 1.3 | 3.1 | 4.4 | 0.8  | 0.5 | 1.3 | 0.9 | 2.6 | 6.7  |
| 9  | Rickey Green    | 24   | 27 |    | 16.0 | 2.5 | 6.6  | .379 | 1.7 | 2.5 | .672  | 0.6 | 0.9 | 1.5 | 2.3  | 0.9 | 0.0 | 1.6 | 1.4 | 6.6  |
| 10 | Earl Tatum      | 25   | 76 |    | 15.7 | 3.6 | 8.0  | .448 | 0.6 | 0.9 | .727  | 0.5 | 1.1 | 1.6 | 0.9  | 1.0 | 0.4 | 1.1 | 2.1 | 7.8  |
| 11 | Jim Brewer      | 27   | 25 |    | 12.4 | 1.1 | 2.4  | .450 | 0.1 | 0.6 | .200  | 1.4 | 2.8 | 4.2 | 0.5  | 0.5 | 0.4 | 0.8 | 1.5 | 2.3  |
| 12 | Otis Howard     | 22   | 11 |    | 8.3  | 1.7 | 4.1  | .422 | 1.0 | 2.1 | .478  | 1.2 | 1.9 | 3.1 | 0.4  | 0.2 | 0.2 | 0.5 | 1.5 | 4.5  |
| 13 | Andre Wakefield | 24   | 71 |    | 8.1  | 0.9 | 2.5  | .352 | 0.7 | 1.0 | .696  | 0.4 | 0.7 | 1.1 | 1.0  | 0.3 | 0.0 | 1.0 | 1.0 | 2.4  |
| 14 | Dennis Boyd     | 24   | 5  |    | 8.0  | 0.6 | 2.4  | .250 | 0.0 | 0.0 |       | 0.0 | 0.4 | 0.4 | 1.4  | 0.0 | 0.0 | 1.2 | 1.0 | 1.2  |
| 15 | Bubbles Hawkins | 24   | 4  |    | 7.0  | 1.5 | 4.0  | .375 | 1.5 | 1.5 | 1.000 | 0.8 | 0.8 | 1.5 | 1.0  | 1.3 | 0.0 | 0.5 | 1.8 | 4.5  |
| 16 | Essie Hollis    | 23   | 25 |    | 6.2  | 1.2 | 3.0  | .400 | 0.4 | 0.5 | .750  | 0.8 | 1.0 | 1.8 | 0.2  | 0.4 | 0.0 | 0.6 | 1.1 | 2.8  |
| 17 | Larry McNeill   | 28   | 11 |    | 4.2  | 0.8 | 1.8  | .450 | 1.0 | 1.1 | .917  | 0.3 | 0.6 | 0.9 | 0.3  | 0.0 | 0.0 | 0.4 | 0.6 | 2.6  |
| 18 | Steve Sheppard  | 24   | 20 |    | 3.8  | 0.6 | 1.3  | .480 | 0.4 | 0.8 | .533  | 0.5 | 0.5 | 1.0 | 0.2  | 0.2 | 0.1 | 0.2 | 0.5 | 1.6  |
| 19 | Gus Gerard      | 25   | 2  |    | 3.0  | 0.5 | 1.5  | .333 | 0.5 | 1.0 | .500  | 0.5 | 0.0 | 0.5 | 0.0  | 1.0 | 0.0 | 0.0 | 0.0 | 1.5  |
| 20 | Ron Behagen     | 28   | 1  |    | 1.0  | 0.0 | 0.0  |      | 0.0 | 0.0 |       | 0.0 | 0.0 | 0.0 | 0.0  | 0.0 | 0.0 | 1.0 | 1.0 | 0.0  |

## Galardones y récords
| Jugador     | Galardón                               |
| M. L. Carr  | 2.º Mejor quinteto defensivo de la NBA |
| Terry Tyler | Mejor quinteto de rookies de la NBA    |
| Bob Lanier  | All-Star                               |